# Kortstjärtad drongo
Kortstjärtad drongo (Dicrurus striatus) är en fågelart i familjen drongor inom ordningen tättingar. Den behandlas vanligen som underart till lyrdrongon.

## Utseende
Jämfört med lyrdrongon är kortstjärtad drongo tydligt mindre, med kortare och mycket mer fyrkantig och knappt kluven stjärt. Paljetteringen på bröstet är mycket smalare och den plyshaktiga svarta befjädringen på pannan sträcker sig längre bak på hjässan.

## Utbredning och systematik
Fågeln förekommer i Filippinerna och delas in i två underarter med följande utbredning:
- Dicrurus striatus samarensis – östcentrala Filippinerna (Samar, Biliran, Leyte, Calicoan, Panaon, Bohol)
- Dicrurus striatus striatus – södra Filippinerna (Basilan, Mindanao, Nipa)

### Artstatus
Kortstjärtad drongo kategoriserades tidigare som del av lyrdrongo (Dicrurus hottentottus), men urskiljs sedan 2016 som egen art av Birdlife International och IUCN, sedan 2023 även av International Ornithological Congress.

## Status och hot
Arten har ett stort utbredningsområde, men tros minska i antal, dock inte tillräckligt kraftigt för att den ska betraktas som hotad. Internationella naturvårdsunionen IUCN listar arten som livskraftig (LC).